# 力動精神医学
力動精神医学（りきどうせいしんいがく、英: dynamic psychiatry）とは、精神現象を生物・心理・社会的な力（dynamics）のぶつかりあい、及びその相互的因果関係の結果として捉える事を方法論的基礎とする精神医学である。狭義には精神分析的精神医学（psychoanalytic psychiatry）の立場を指す固有名詞として用いられる。静的精神医学（static psychiatry）と呼ばれる記述精神医学（descriptive psychiatry）と対になる立場であるが、記述精神医学を否定するものではない。精神力動学とも呼称される。